# カーティス・ブラウン
カーティス・ブラウン(Curtis Lee "Curt" Brown Jr.、1956年3月11日-)は、アメリカ航空宇宙局(NASA)の宇宙飛行士、アメリカ空軍大佐である。

## 教育
1974年にノースカロライナ州エリザベスタウンのイースト・ブラーデン高校を卒業し、1978年に空軍士官学校で電気工学の学士号を得た。

## 軍でのキャリア
1978年に空軍士官学校で少尉に任命され、テキサス州デル・リオのラフリン空軍基地でのパイロット訓練を完了した。1979年7月に卒業し、サウスカロライナ州マートルビーチ空軍基地にA-10パイロットとして配属された。アリゾナ州デビスモンサン空軍基地でA-10の訓練を修了した後、1980年1月に当地に到着し、1982年3月には、A-10の教官として、デビスモンサン空軍基地に再配属された。
1983年1月から、ネバダ州ネリス空軍基地にある空軍のFighter Weapons Schoolで学び、A-10の武器及び戦術の教官としてデビスモンサン空軍基地に戻った。1985年6月から、カリフォルニア州エドワーズ空軍基地にある空軍のTest Pilot Schoolで学び、1986年6月に卒業すると、フロリダ州エグリン空軍基地に配属され、宇宙飛行士に選ばれるまでの間、A-10とF-16のテストパイロットを務めた。
ジェット機で6000時間以上の飛行経験を持つ。

## NASAでのキャリア
1987年1月にNASAにより宇宙飛行士候補に選ばれ、1988年8月に1年間の訓練及ぶ評価のプログラムを終え、宇宙飛行士となった。割り当てられた仕事としては、シャトルミッションシミュレータの更新、フライトデータファイルの開発、乗組員の打上げ前の搭乗及び着陸後の降機の支援、スペースシャトル・コロンビア及びスペースシャトル・ディスカバリーの地上での改修のモニター等に従事した。

### 宇宙飛行
1992年のSTS-47、1994年のSTS-66、1996年のSTS-77で操縦手、1997年のSTS-85、1998年のSTS-95、1999年のSTS-103で船長を務め、合計6度の飛行で1383時間を宇宙で過ごした。
STS-47は、アメリカ合衆国と日本の共同で生命科学と材料科学の実験のために行われた8日間のミッションである。地球を126周し、ケネディ宇宙センターに帰還した。ミッション期間は、190時間30分26秒だった。
STS-66は、Atmospheric Laboratory for Applications and Science 3 (ATLAS-3)ミッションであった。ATLAS-3は、11年間の太陽周期での地球のエネルギーバランスと大気の変化を決定する進行中のプログラムの一部である。11日間で地球を175周し、エドワーズ空軍基地に帰還した。ミッション期間は、262時間34分だった。
STS-77は、エンデバーによる10日間のミッションであった。SPARTAN衛星と1回、Satellite Test Unitと3回の合計で記録となる4回、約21時間のランデブーを行った。また、スペースハブで、材料科学、流体力学、生物工学の12の実験も行った。STS-77では、宇宙空間での大きく膨張式の構造のコンセプトを試験するために設計されたInflatable Antenna Experimentを運ぶSPARTAN衛星が展開、回収された。空気力学と磁気制動を用いた自己安定化のコンセプトを試験する小型のSatellite Test Unitも展開された。240時間39分で410万マイルを飛行して地球を160周した。
STS-85は12日間のミッションで、CRISTA-SPASペイロードを展開、回収し、日本のManipulator Flight Demonstration (MFD)ロボットアームを操作し、地球の大気の変化を研究し、将来の国際宇宙ステーションで用いられる技術の試験を行った。284時間27分で470万マイルを飛行して地球を189周した。
STS-95は9日間のミッションで、スパルタン太陽観測衛星やハッブル宇宙望遠鏡のOrbital Systems Test Platformの展開、宇宙飛行と老化過程の研究等が行われた。213時間44分で360万マイルを飛行して地球を134周した。77歳のジョン・ハーシェル・グレンが38年ぶりに宇宙飛行を行って、注目を集めるミッションとなった。
STS-103は8日間のミッションで、3度の宇宙遊泳でハッブル宇宙望遠鏡に新しい機器や更新システムが取り付けられ、科学的能力が向上した。191時間11分で320万マイルを飛行して地球を120周した。

## 名誉等
- ディフェンス・スーピアリアサービスメダル
- w:Defense Meritorious Service Medal(2つ)
- メリトリアスサービスメダル
- w:Commendation Medal
- w:Achievement Medal
- w:NASA Space Flight Medal(6つ)